# Lycée Jules-Ferry (Versailles)
Pour les articles homonymes, voir Lycée Jules-Ferry.

Logo du lycée.

Le lycée Jules-Ferry est un établissement public français d'enseignement secondaire et supérieur, situé sur la rue du Maréchal-Joffre, à Versailles. Les anciennes écuries de la comtesse d'Artois sont classées monument historique depuis 1929, le reste des bâtiments n'est ni inscrit, ni classé. La proviseure actuelle est Dominique Gobetti. 